# Хутір Біленьких
Хутір Біленьких (Біленький, рос. Беленьких, Биленький) — колишній хутір у Любарській волості Новоград-Волинського і Полонського повітів Волинської губернії та Панасівській сільській раді Любарського району Житомирської округи.

## Населення
Станом на 1906 рік в хуторі налічувалося 3 домогосподарства та 28 жителів, у 1923 році — 13 осіб та 3 двори.

## Історія
У 1906 році — хутір Любарської волості (5-го стану) Новоград-Волинського повіту Волинської губернії. Відстань до повітового центру, м. Новоград-Волинський, становила 80 верст, до волосного центру, містечка Любар, 6 верст. Найближче поштово-телеграфне відділення розташовувалося в Любарі.
В березні 1921 року, в складі волості, увійшов до новоствореного Полонського повіту Волинської губернії. У 1923 році хутір включено до складу новоствореної Панасівської сільської ради, котра, від 7 березня 1923 року, стала частиною новоутвореного Любарського району Житомирської округи. Розміщувався за 6 верст від районного центру, міст. Любар, та 3 версти від центру сільської ради, с. Панасівка.
Після 1923 року не перебуває на обліку населених пунктів.